# Droga wojewódzka 677
Die Droga wojewódzka 677 (DW 677) ist eine 43 Kilometer lange Droga wojewódzka (Woiwodschaftsstraße) in der polnischen Woiwodschaft Podlachien und der Woiwodschaft Masowien, die Łomża mit Ostrów Mazowiecka verbindet. Die Strecke liegt in der kreisfreien Stadt Łomża, im Powiat Łomżyński und im Powiat Ostrowski.

## Streckenverlauf
Woiwodschaft Podlachien, Kreisfreie Stadt Łomża
-  Łomża (Lomscha) (DK 61, DK 63, DW 645, DW 679)

Woiwodschaft Podlachien, Powiat Łomżyński
- Konarzyce
- Konopki Młode
- Ratowo-Piotrowo
- Śniadowo
- Stara Jakać
- Jakać Dworna

Woiwodschaft Masowien, Powiat Ostrowski
- Tyszki-Nadbory (Tyschki-Nadbory)
- Gniazdowo
- Rogowo-Folwark
- Sulęcin Włościańskić
- Sulęcin Szlachecki
- Sulęcin-Kolonia
- Stare Lubiejewo
-  Ostrów Mazowiecka (S 8, DK 8, DK 50, DK 60, DW 627)